# Brämhults socken
Brämhults socken i Västergötland ingick i Ås härad, ingår sedan 1971 i Borås kommun och motsvarar från 2016 Brämhults distrikt.
Socknens areal är 20,19 kvadratkilometer varav 20,16 land. År 2000 fanns här 4 608 invånare.  En del av tätorten Borås med sockenkyrkan Brämhults kyrka ligger i socknen.   

## Administrativ historik
Socknen har medeltida ursprung.  
Vid kommunreformen 1862 övergick socknens ansvar för de kyrkliga frågorna till Brämhults församling och för de borgerliga frågorna bildades Brämhults landskommun. Landskommunen uppgick 1971 i Borås kommun. Till 2011 var utgjorde Brämhult socken huvuddelen av kommundelen Brämhult och är därefter en del av stadsdelen Öster.
1 januari 2016 inrättades distriktet Brämhult, med samma omfattning som församlingen hade 1999/2000.
Socknen har tillhört län, fögderier, tingslag och domsagor enligt vad som beskrivs i artikeln Ås härad. De indelta soldaterna tillhörde Älvsborgs regemente, Ås kompani.

## Geografi
Brämhults socken ligger öster om Borås. Socknen är en bergig och mossrik skogsbygd, numera till stora delar tätbebyggd.

### Näringsliv, skolor och idrott
I området återfinns Brämhults Juice.
Myråsskolan är Brämhults enda grundskola, och har barn i åldersgrupperna från förskoleklass till sjätte klass. 
Friluftsanläggningen Ymergården ligger i kommundelen. Här tränar många av sektionerna inom idrottsklubben IK Ymer. 
Fotbollsklubben Brämhults IK startade sin verksamhet 1953. Klubben är moderklubb till spelare som Andreas Klarström, Martin Strömberg, Vedad Aganovic, Tommy Lycén och Andreas Drugge. 
Idrottsanläggningen heter Brämhults IP och fick 2009 en Konstgräsplan. Vissa matcher spelas på Bodavallen som har läktarplats till skillnad från Brämhults IP.
Brämhults scoutkår  bildades 16 oktober 1958. Scouter har funnits i Brämhult sedan 1938 som avdelning inom Borås Scoutkår. Idag, 2017, finns scoutkåren i egen stuga på Flädergatan med verksamhet från 4 år och uppåt med cirka 60 medlemmar.

## Fornlämningar
Lösfynd från stenåldern är funna. Från järnåldern finns gravar.

## Namnet
Namnet skrevs 1540 Bremholt och kommer från kyrkbyn. Efterleden innehåller hult, 'skogsdunge'. Förleden har oviss tolkning.